# Ahuitzotl

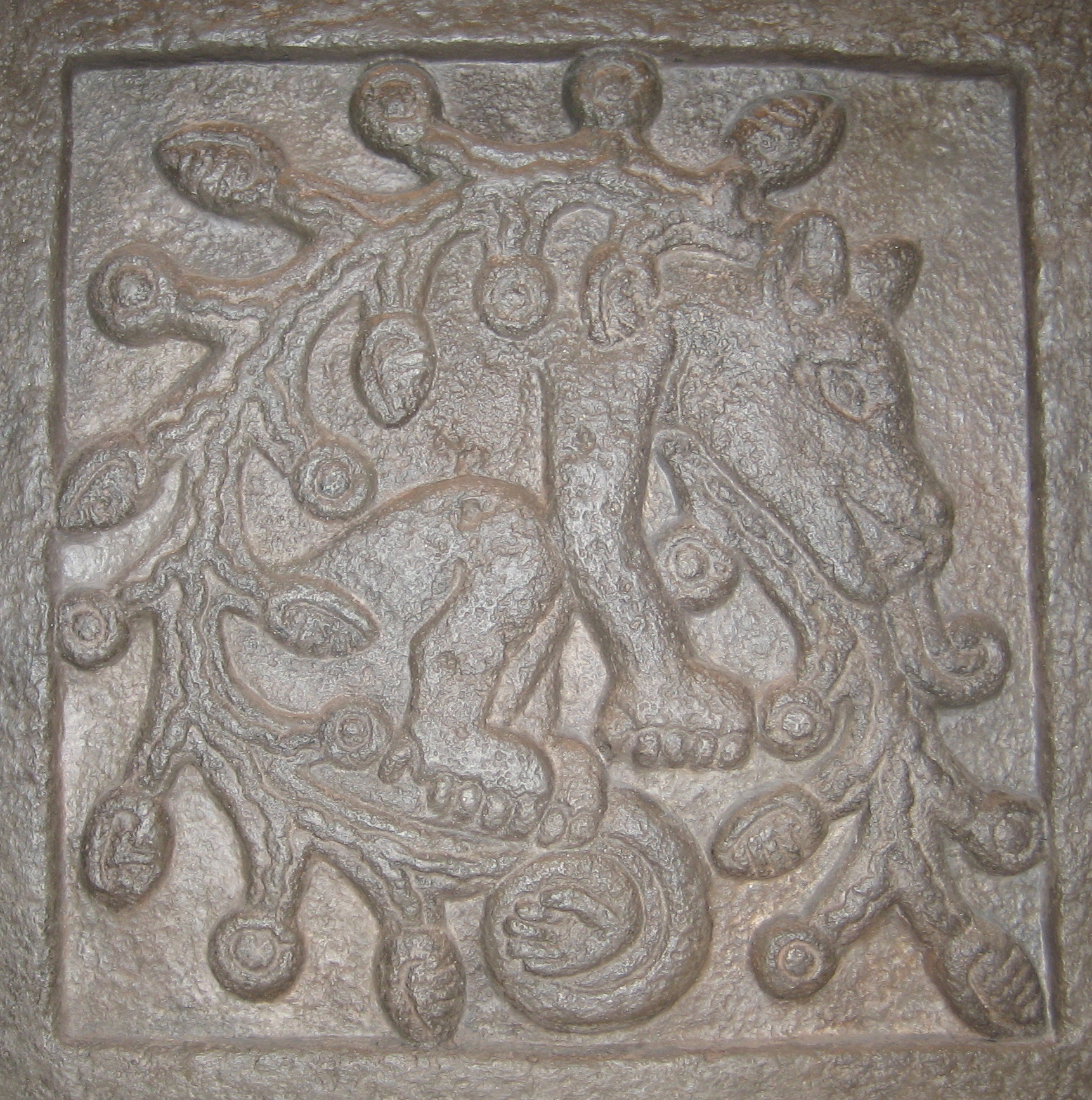
Ideogram Ahuitzotla z ok. 1500 r. - oryginał w świątyni w Tepoztlán

Ahuitzotl (również Ahuítzotl lub Auítzotl, wymowa [aːˈwiʦotɬ]) zwany Wydrą 
(? – 1502) – tlatoani (władca) Azteków (Méxicas) (1486–1502); Ahuitzotl był synem 
Tezozomoca, syna Itzcoatla i Atotoztli (Huitzilxochtzin), córki Montezumy I, brat Axayacatla i Tizoca, ojciec Cuauhtemoca. W roku 1486 objął władzę po Tizocu, jako ósmy tlatoani Tenochtitlánu. 

## Życiorys
Po śmierci Tizoca, za czasów którego wzrosły niepokoje wśród ludów podległych Aztekom, a władza centralna była bezsilna, dla państwa azteckiego potrzebny był władca nieprzeciętny, a przede wszystkim silny. Takim władcą okazał się Ahuitzotl, całkowicie różniący się charakterem od swoich braci. Po objęciu władzy koronował się uroczyście. Wystawność i przepych koronacji miały odzwierciedlać wielkość państwa azteckiego, jego dobrobyt i siłę, a także budzić respekt wśród poddanych i wrogów.
Jako dowódca wojsk azteckich wykazał niezwykłe zdolności przywódcze, a jego wiedza na temat strategii i taktyki, była wręcz genialna. Jednak z drugiej strony ten niesłychanie mężny wojownik wkrótce stał się okrutnym, mściwym tyranem, który wybuchał wściekłością przy najmniejszym przejawie nieposłuszeństwa poddanych. Do dziś w Meksyku synonimem słowa "sadysta" jest "ahuitzotl". 
Ahuitzotl nie respektował przyjętych zasad, bratał się, ku zgorszeniu azteckiej arystokracji, z wojownikami i prostym ludem. Rozdawał najwyższe stanowiska w państwie pomiędzy przyjaciół a tych wybierał sobie spośród prostego ludu. Mimo że zupełnie lekceważył dworską etykietę i kpił z kapłanów oraz przesądów, pozostawał człowiekiem bardzo religijnym i pobożnym. Często bywał zamyślony, zamykał się w sobie i pragnął samotności. Uważano go w związku z tym za postać złowrogą. Słuszność takiego poglądu potwierdzić może również skala ofiar z ludzi, złożonych za jego panowania.
Pierwszymi ofiarami z wielu tysięcy mających jeszcze zginąć w świątyni Huitzilopochtli, byli jeńcy Ahuitzotla z jego pierwszej kampanii przeciw mieszkańcom Xiquipilco, leżącego na północny zachód od Tenochtitlánu, a następnie przeciw Chiápie i Xilotepec. Głównym celem organizowanych wypraw wojennych, było zgromadzenie odpowiedniej liczby jeńców przeznaczonych na ofiary inauguracji przebudowywanej wielkiej świątyni Templo Mayor.

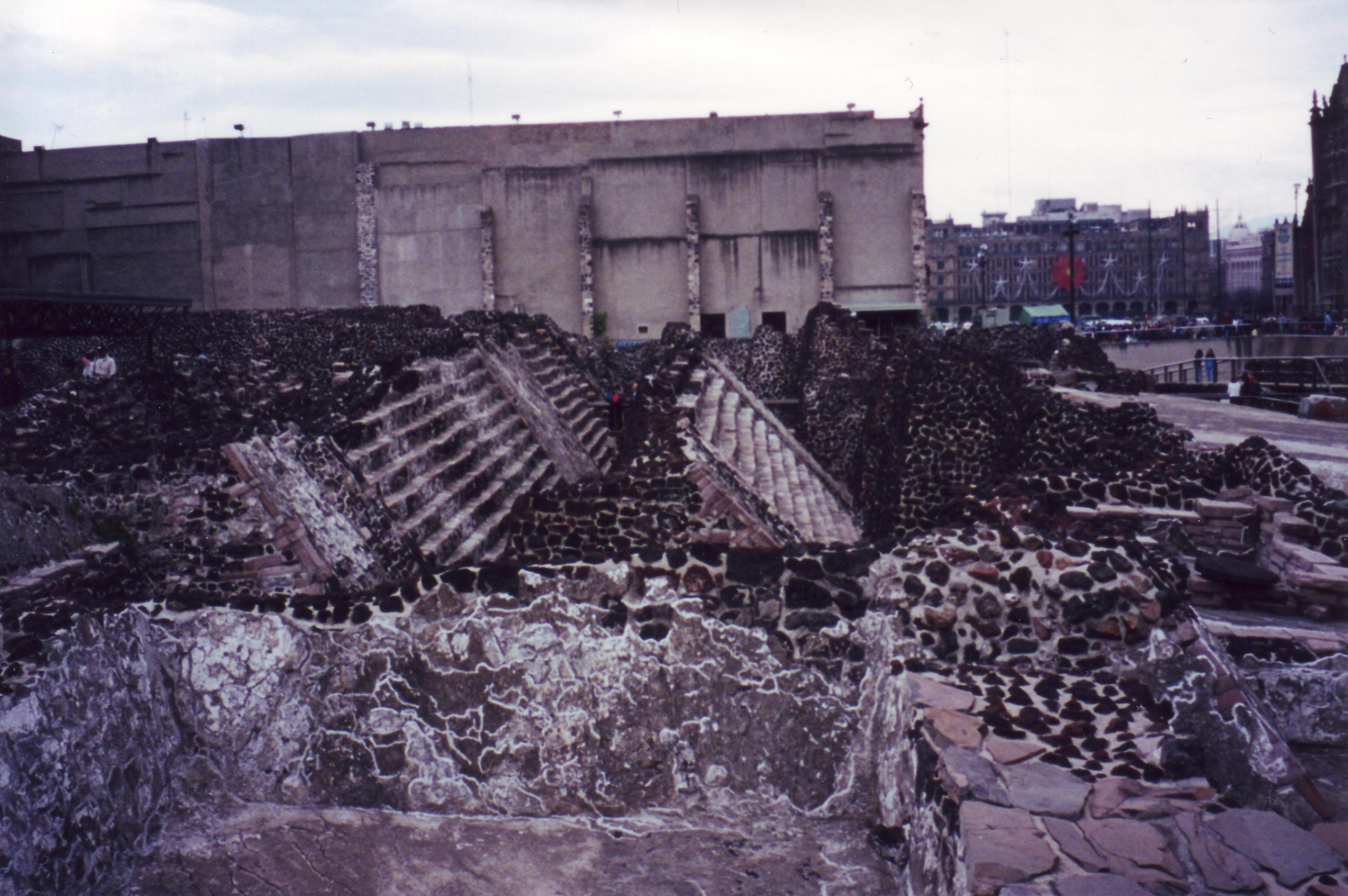
Ruiny Templo Mayor

Przebudowę zapoczątkował Tizoc, natomiast Ahuitzotl już od początku panowania zabrał się energicznie za dokończenie dzieła. Prace postępowały nadzwyczaj szybko, a ceremonia poświęcenia najważniejszej budowli sakralnej w Dolinie Meksyku rozpoczęła się uroczyście o wschodzie księżyca dnia 19 lutego roku 1487. Do azteckiej stolicy stawili się królowie, wodzowie, kapłani wszystkich sprzymierzonych i podbitych państw, miast i plemion. Nie mogli odmówić udziału we wspaniałych uroczystościach nawet przywódcy ludów, które pozostawały z Aztekami w stosunkach niekoniecznie przyjaznych. Ahuitzotl wyraźnie oznajmił, że odmowa przyjęcia zaproszenia oznacza wojnę.
Cele religijne tak wielkiej uroczystości były, jak należy sądzić, mniej istotne od celów politycznych. Z natury bowiem ludów Mezoameryki wynikało, że przywódca, który nie chciał lub nie był w stanie zorganizować wielkiego, oszołamiającego przedstawienia z ważnej okazji, tracił w oczach zarówno poddanych jak i równych sobie. Aztekowie pokazali „całemu światu” swoją potęgę i nie pozostawili wątpliwości, kto w nim dominuje.
Podczas trwającej cztery dni i cztery noce inauguracji nowej Templo Mayor, stracono rytualnie nieprawdopodobną liczbę jeńców. Podawana przez hiszpańskiego mnicha 
Juana de Torquemadę liczba 72 344 wydaje się być mocno przesadzona, jednak inne szacunki nie podają liczby mniejszej niż 20 000. Ahuitzotl mordował niektórych jeńców osobiście przy pomocy swego głównego sojusznika, króla Texcoco Netzahualpili.

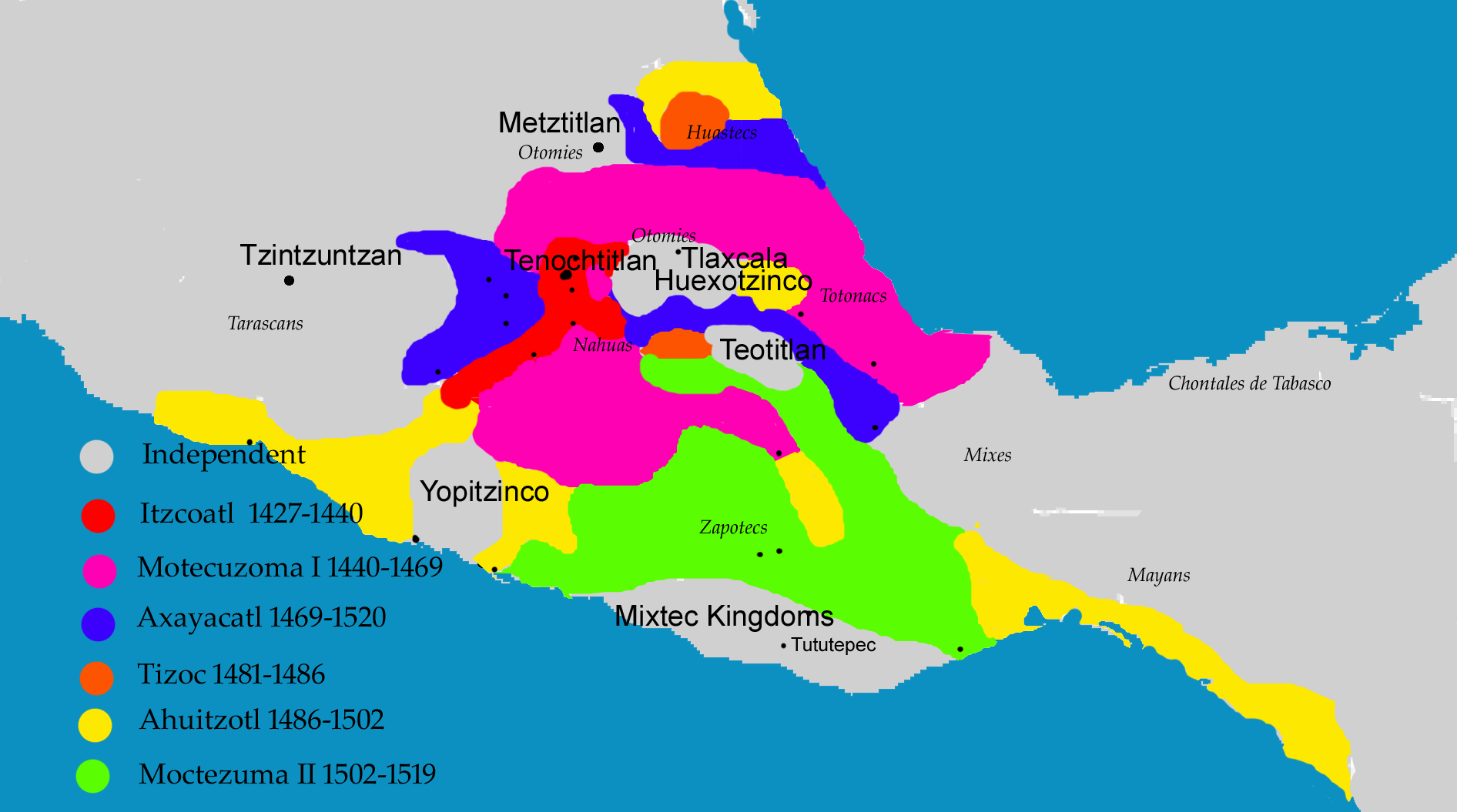
Podboje Azteków

Ahuitzotl, aby potwierdzić zasadność tej manifestacji siły i świetności, przystąpił w 1488 r. do nowych podbojów. Zaczął od Teloloapanu leżącego na południowy zachód od Tenochtitlánu. Było to jedno z miast, które nie zdecydowało się wysłać swych przedstawicieli na uroczyste otwarcie świątyni. Aztekowie odpowiedzieli na tę zniewagę, przypuszczając szturm na miasto i urządzając masową rzeź mieszkańców. Następne na liście były Oztoma i Alahuiztla. Wszystkich dorosłych wymordowano, a młodzież uprowadzono jako zdobycz wojenną. Oba miasta zostały zasiedlone przez emigrantów z miast trójprzymierza – Tenochtitlánu, Texcoco i Tlacopán (Tacuba), które zawiązano za czasów Itzcoatla. Podobny los spotkał zapotecki region Oaxaca, gdzie ciała zmarłych obdzierano z kosztowności. 
Kolejne wojny toczyły się na granicy aztecko-taraskańskiej, która ciągnęła się przez środkową Amerykę od Zatoki Meksykańskiej prawie do Pacyfiku. Bezpieczeństwo Azteków wymagało kontrolowania tej granicy na całej jej długości, toteż w latach 1491–1495 wojska Ahuitzotla dołączyły do jego imperium 240 km wybrzeży Pacyfiku od Zacatuli po Acapulco.
W roku 1500 Ahuitzotl prowadził walki w Soconusco za Przesmykiem Tehuantepec. Była to jego ostatnia wojna, a Soconusco stanowiło ostatnią imperialną zdobycz. 
W tym samym roku Tenochtitlán zalała powódź, rzekomo z powodu niedawno wybudowanego akweduktu. Aztekowie przystąpili do rozwiązywania problemu w typowy dla siebie „religijno-techniczny” sposób. Złożyli ofiary (chore niemowlęta) bogu deszczu i piorunów Tlalocowi i spuścili na dno zalanego terenu umalowanych na niebiesko (kolor Tlaloca) nurków, aby zablokowali wypływ wody ze źródła.
Ahuitzotl zmarł dwa lata później albo z powodu infekcji, której nabawił się podczas powodzi, albo wskutek obrażeń odniesionych w Soconusco. Następcą został jego 34-letni bratanek, Montezuma II, syn Axayacatla, mający doświadczenie polityczne i wojskowe.

## Genealogia
| 4. Acamapichtli Tlatoani Tenochtitlánu w l. 1376 – 1395                  |  |                                |  |  |              |
|                                                                          |  | 2. Tezozomoc                   |  |  |              |
| 5. Matlalxochtzin                                                        |  |                                |  |  |              |
|                                                                          |  |                                |  |  | 1. Ahuitzotl |
| 6. Montezuma I (ok. 1398 – 1469) Tlatoani Tenochtitlánu w l. 1440 – 1469 |  |                                |  |  |              |
|                                                                          |  | 3. Atotoztli (Huitzilxochtzin) |  |  |              |
| 7. Chichimecacihuatzin                                                   |  |                                |  |  |              |
|                                                                          |  |                                |  |  |              |